# Азіз Бухаддуз
Азіз Бухаддуз (фр. Aziz Bouhaddouz; нар. 30 березня 1987, Беркан, Марокко) — марокканський футболіст, нападник національної збірної Марокко та німецького клубу «Санкт-Паулі».

## Клубна кар'єра
У дорослому футболі дебютував 2006 року виступами за команду клубу «Франкфурт», в якій провів один сезон, взявши участь у 13 матчах чемпіонату.
Протягом 2009 року на правах оренди також захищав кольори команди клубу «Ерцгебірге».
Того ж 2009 року повернувся до клубу «Франкфурт», проте грав лише за його другу команду.
Згодом з 2011 по 2014 рік грав у складі команд «Веена», «Вікторії» (Кельн) та другої команди «Баєр 04».
З 2014 року два сезони захищав кольори команди клубу «Зандгаузен». Тренерським штабом нового цього клубу розглядався як гравець «основи».
До складу клубу «Санкт-Паулі» приєднався 2016 року.

## Виступи за збірну
2016 року дебютував в офіційних матчах у складі національної збірної Марокко.
У складі збірної був учасником Кубка африканських націй 2017 року у Габоні та чемпіонату світу з футболу 2018 року в Росії, де в першому турі групового етапу відзначився автоголом на 90+5 хвилині матчу проти Ірану, забивши єдиний і відповідно переможний для суперників гол зустрічі.